# When Will I See You Again
When Will I See You Again (en castellano: ¿Cuándo te veré otra vez?) es el cuarto álbum de estudio de Thomas Anders como solista después de su separación del dúo Modern Talking en 1987.

## Sencillos y canciones
Se publicaron tres sencillos:
- When Will I See You Again, interpretada a dúo con el grupo femenino estadounidense The Three Degrees, dado que ellas grabaron esta canción en 1974 (aquí ellas ejecutan los coros).
- I'll Love You Forever.
- The Love In Me.

El álbum contiene 10 canciones nuevas, pues la primera es la versión antes mencionada y la última es una versión acústica del mismo tema. El propio Thomas participó en la composición de algunas canciones del álbum.

## Créditos
- Producción: Christian De Walden y Ralf Stemmann.
- Coproducción: Walter Clissen.
- Arreglos: Christian De Walden y Ralf Stemmann.
- Grabación: Walter Clissen en Flamingo Cafe Recording Studio, Los Ángeles (California).
- Mezcla: Walter Clissen asistido por Jon Schmit, en Enterprize Studios, North Hollywood, California.
- Ingeniería: Walter Clissen, asistido por Jon Schmit.
- Masterización digital: Brian Gardner en Bernie Grundman Mastering, Hollywood.
- Diseño de portada: PS Design, Hamburgo.
- Fotografías: Dieter Eikelpoth.
- Programación de Synclavier: Ralf Stemmann.
- Teclados y sintetizadores: Ralf Stemmann y Randy Kerber.
- Piano acústico: Randy Kerber y Larry Steelman.
- Guitarras: Tim Pierce.
- Guitarras acústicas: Tim Pierce y Paul Jackson Jr.
- Bajo eléctrico: Bob Parr.
- Solo de saxofón y flauta: Doug Norwine y Warren Ham.
- Trompetas: The Heart Attack presentando a Bill Bergman, Greg Smith, Dan Fornero, Dennis Farias y Nick Lane.
- Arreglo de coros: Christian De Walden.
- Coros: Eric Paletti, Warren Ham, Michael Mishaw, Kenny O'Brien, Brandy Jones y Bambi Jones.
- Percusión: Paulinho Da Costa.
- Instrumentos de cuerda: L.A. Express Strings

## Lista de canciones
| #   | Título                                                                                      | Tiempo |
| --- | ------------------------------------------------------------------------------------------- | ------ |
| 1.  | "When Will I See You Again" Featuring “The Three Degrees” (Kenneth Gamble, Leon Huff)       | 3:34   |
| 2.  | "Dangerous Lies" (Thomas Anders, Margaret Harris, Ralf Stemmann)                            | 3:38   |
| 3.  | "I'll Love You Forever" (Max Di Carlo, Margaret Harris, Christian de Walden, Ralf Stemmann) | 3:45   |
| 4.  | "Midnight" (Lisa Catherine Cohen y Romano Musumarra)                                        | 3:58   |
| 5.  | "Marathon Of Life" (Margaret Harris, Thomas Anders, Christian de Walden, Ralf Stemmann)     | 3:38   |
| 6.  | "Is It My Love" (Thomas Anders, Ralf Stemmann, Mike Shepstone)                              | 3:37   |
| 7.  | "The Love In Me" (Werner Hammer, Timothy Touchton, letra adic. por Margaret Harris)         | 4:02   |
| 8.  | "Stay A Little Longer" (Thomas Anders, Ralf Stemmann, Mike Shepstone)                       | 3:53   |
| 9.  | "Dance In Heaven" (Thomas Anders, Mike Shepstone)                                           | 4:02   |
| 10. | "Shipwrecked" (Thomas Anders, Ralf Stemmann, Mike Shepstone)                                | 3:45   |
| 11. | "Hold My Hand" (Margaret Harris, Thomas Anders, Markus Krochmann, Christian Blau)           | 3:40   |
| 12. | "When Will I See You Again (Unplugged Version)" (Kenneth Gamble, Leon Huff)                 | 3:00   |

- Datos: Q1943050